# عزلة بني عوير (صعدة)
عزلة بني عوير هي إحدى عزل مديرية سحار في محافظة صعدة اليمن ويبلغ تعداد سكانها 13679 نسمة حسب التعداد السكاني في اليمن لعام 2004.وتنقسم الى بني عوير الشرقي  قرية الدرب وتضم عدة بطون منها ال زيد و ال علي بن ذيب وال سيلان و (يرجح نسبهم من حجة) والحصن وتضم عدة بطون منها اللحام ال الزبيري وال الربع ومنها قرية الجرشة التي تتبع مديرية الصفراء اداريا اما بني عوير الغربي يشمل عدة قرى هي القصبة وذو حنيش وال سلمة والقرية وذو جراد ومن   

## روابط خارجية
- الجهاز المركزي للإحصاء بالجمهورية اليمنية
- المركز الوطني للمعلومات باليمن
- World Gazetteer:Yemen
- الدليل الشامل